# Cohors Parthorum
Die Cohors Parthorum (deutsch Kohorte der Parther) war eine römische Auxiliareinheit. Sie ist durch zwei Inschriften belegt.

## Namensbestandteile
- Parthorum: [der] Parther. Die Soldaten der Kohorte wurden bei Aufstellung der Einheit vermutlich aus den Völkern rekrutiert, die entlang des Euphrat lebten. Der Euphrat bildete die Grenze zum Partherreich.[1]

Da es keine Hinweise auf die Namenszusätze milliaria (1000 Mann) und equitata (teilberitten) gibt, ist davon auszugehen, dass es sich um eine reine Infanterie-Kohorte, eine Cohors (quingenaria) peditata, handelt. Die Sollstärke der Einheit lag bei 480 Mann, bestehend aus 6 Centurien mit jeweils 80 Mann.

## Geschichte
Die Einheit ist nur durch zwei Inschriften aus Mauretania Tingitana belegt. Vermutlich wurde die Kohorte durch Septimius Severus aufgestellt und am Limes Mauretaniae südlich von Volubilis stationiert.

## Standorte
Standorte der Kohorte in Mauretania Tingitana waren möglicherweise:
- Sidi Moussa bou Fri

## Angehörige der Kohorte
Ein Kommandeur der Kohorte, L(ucius) Fabius Flaccus, ein Präfekt, ist durch die Inschrift (AE 1956, 62) bekannt.